# Mistrovství světa juniorů v orientačním běhu 2003
14. Mistrovství světa juniorů v orientačním běhu proběhlo v Estonsku ve dnech 7. až 12. července 2003. Centrum závodů JMS bylo ve městě Põlva nacházejícím se v kraji Põlvamaa, jehož je též hlavním městem.

## Závod na krátké trati (Middle)

### Výsledky závodu na krátké trati (Middle)
| Muži                                                                               | Muži                                                                               | Muži                                                                               | Muži                                                                               | Muži                                                                               | Ženy                                                                               | Ženy                                                                               | Ženy                                                                               | Ženy                                                                               | Ženy                                                                               |
| ---------------------------------------------------------------------------------- | ---------------------------------------------------------------------------------- | ---------------------------------------------------------------------------------- | ---------------------------------------------------------------------------------- | ---------------------------------------------------------------------------------- | ---------------------------------------------------------------------------------- | ---------------------------------------------------------------------------------- | ---------------------------------------------------------------------------------- | ---------------------------------------------------------------------------------- | ---------------------------------------------------------------------------------- |
| - Traťové parametry: 4,5 km, 12 kontrol, ? m převýšení. - Mapa: ? 1:10 000 E= 2,5m | - Traťové parametry: 4,5 km, 12 kontrol, ? m převýšení. - Mapa: ? 1:10 000 E= 2,5m | - Traťové parametry: 4,5 km, 12 kontrol, ? m převýšení. - Mapa: ? 1:10 000 E= 2,5m | - Traťové parametry: 4,5 km, 12 kontrol, ? m převýšení. - Mapa: ? 1:10 000 E= 2,5m | - Traťové parametry: 4,5 km, 12 kontrol, ? m převýšení. - Mapa: ? 1:10 000 E= 2,5m | - Traťové parametry: 3,7 km, 12 kontrol, ? m převýšení. - Mapa: ? 1:10 000 E= 2,5m | - Traťové parametry: 3,7 km, 12 kontrol, ? m převýšení. - Mapa: ? 1:10 000 E= 2,5m | - Traťové parametry: 3,7 km, 12 kontrol, ? m převýšení. - Mapa: ? 1:10 000 E= 2,5m | - Traťové parametry: 3,7 km, 12 kontrol, ? m převýšení. - Mapa: ? 1:10 000 E= 2,5m | - Traťové parametry: 3,7 km, 12 kontrol, ? m převýšení. - Mapa: ? 1:10 000 E= 2,5m |
| Umístění                                                                           | Země                                                                               | Jméno                                                                              | Čas                                                                                | Ztráta                                                                             | Umístění                                                                           | Země                                                                               | Jméno                                                                              | Čas                                                                                | Ztráta                                                                             |
|                                                                                    | Švýcarsko                                                                          | Matthias Merz                                                                      | 0:24:35                                                                            |                                                                                    |                                                                                    | Finsko                                                                             | Laura Hokkaová                                                                     | 0:25:09                                                                            |                                                                                    |
|                                                                                    | Finsko                                                                             | Tuomas Tervo                                                                       | 0:24:46                                                                            | + 0:00:11                                                                          |                                                                                    | Dánsko                                                                             | Signe Søesová                                                                      | 0:25:19                                                                            | + 0:00:10                                                                          |
|                                                                                    | Rusko                                                                              | Alexej Bortnik                                                                     | 0:25:06                                                                            | + 0:00:31                                                                          |                                                                                    | Estonsko                                                                           | Eveli Saueová                                                                      | 0:25:27                                                                            | + 0:00:18                                                                          |
| 4                                                                                  | Rusko                                                                              | Evgeni Krasnoiarov                                                                 | 0:25:38                                                                            | + 0:01:03                                                                          | 4                                                                                  | Švédsko                                                                            | Sofia Karlssonová                                                                  | 0:25:44                                                                            | + 0:00:35                                                                          |
| 5                                                                                  | Švýcarsko                                                                          | Daniel Hubmann                                                                     | 0:25:53                                                                            | + 0:01:18                                                                          | 5                                                                                  | Lotyšsko                                                                           | Una Bērziņaová                                                                     | 0:25:55                                                                            | + 0:00:46                                                                          |
| 6                                                                                  | Slovensko                                                                          | Lukáš Barták                                                                       | 0:26:12                                                                            | + 0:01:37                                                                          | 6                                                                                  | Švédsko                                                                            | Skantze Elin Aová                                                                  | 0:26:00                                                                            | + 0:00:51                                                                          |

## Závod na klasické trati (Long)

### Výsledky závodu na klasické trati (Long)
| Muži                                                                              | Muži                                                                              | Muži                                                                              | Muži                                                                              | Muži                                                                              | Ženy                                                                             | Ženy                                                                             | Ženy                                                                             | Ženy                                                                             | Ženy                                                                             |
| --------------------------------------------------------------------------------- | --------------------------------------------------------------------------------- | --------------------------------------------------------------------------------- | --------------------------------------------------------------------------------- | --------------------------------------------------------------------------------- | -------------------------------------------------------------------------------- | -------------------------------------------------------------------------------- | -------------------------------------------------------------------------------- | -------------------------------------------------------------------------------- | -------------------------------------------------------------------------------- |
| - Traťové parametry: 11,9 km, 19 kontrol, ? m převýšení. - Mapa: ? 1:15 000 E= 5m | - Traťové parametry: 11,9 km, 19 kontrol, ? m převýšení. - Mapa: ? 1:15 000 E= 5m | - Traťové parametry: 11,9 km, 19 kontrol, ? m převýšení. - Mapa: ? 1:15 000 E= 5m | - Traťové parametry: 11,9 km, 19 kontrol, ? m převýšení. - Mapa: ? 1:15 000 E= 5m | - Traťové parametry: 11,9 km, 19 kontrol, ? m převýšení. - Mapa: ? 1:15 000 E= 5m | - Traťové parametry: 7,9 km, 16 kontrol, ? m převýšení. - Mapa: ? 1:15 000 E= 5m | - Traťové parametry: 7,9 km, 16 kontrol, ? m převýšení. - Mapa: ? 1:15 000 E= 5m | - Traťové parametry: 7,9 km, 16 kontrol, ? m převýšení. - Mapa: ? 1:15 000 E= 5m | - Traťové parametry: 7,9 km, 16 kontrol, ? m převýšení. - Mapa: ? 1:15 000 E= 5m | - Traťové parametry: 7,9 km, 16 kontrol, ? m převýšení. - Mapa: ? 1:15 000 E= 5m |
| Umístění                                                                          | Země                                                                              | Jméno                                                                             | Čas                                                                               | Ztráta                                                                            | Umístění                                                                         | Země                                                                             | Jméno                                                                            | Čas                                                                              | Ztráta                                                                           |
|                                                                                   | Rusko                                                                             | Dmitrij Cvetkov                                                                   | 1:04:00                                                                           |                                                                                   |                                                                                  | Česko                                                                            | Martina Dočkalová                                                                | 0:55:36                                                                          |                                                                                  |
|                                                                                   | Švýcarsko                                                                         | Matthias Merz                                                                     | 1:04:55                                                                           | + 0:00:55                                                                         |                                                                                  | Finsko                                                                           | Anni Maija Finckeová                                                             | 0:55:43                                                                          | + 0:00:07                                                                        |
|                                                                                   | Švýcarsko                                                                         | Daniel Hubmann                                                                    | 1:05:55                                                                           | + 0:01:55                                                                         |                                                                                  | Švédsko                                                                          | Helena Janssonová                                                                | 0:56:49                                                                          | + 0:01:13                                                                        |
| 4                                                                                 | Švédsko                                                                           | Anders Holmberg                                                                   | 1:06:16                                                                           | + 0:02:16                                                                         | 4                                                                                | Česko                                                                            | Michaela Przyczková                                                              | 0:56:58                                                                          | + 0:01:22                                                                        |
| 5                                                                                 | Rusko                                                                             | Alexej Bortnik                                                                    | 1:07:01                                                                           | + 0:03:01                                                                         | 5                                                                                | Norsko                                                                           | Line Hagmanová                                                                   | 0:57:42                                                                          | + 0:02:06                                                                        |
| 6                                                                                 | Švédsko                                                                           | Emil Lauri                                                                        | 1:07:06                                                                           | + 0:03:06                                                                         | 6                                                                                | Švédsko                                                                          | Anna Lampinenová                                                                 | 0:57:46                                                                          | + 0:02:10                                                                        |

## Štafetový závod

### Výsledky štafetového závodu
| Muži                                                                                   | Muži                                                                                   | Muži                                                                                   | Muži                                                                                   | Muži                                                                                   | Ženy                                                                           | Ženy                                                                           | Ženy                                                                           | Ženy                                                                           | Ženy                                                                           |
| -------------------------------------------------------------------------------------- | -------------------------------------------------------------------------------------- | -------------------------------------------------------------------------------------- | -------------------------------------------------------------------------------------- | -------------------------------------------------------------------------------------- | ------------------------------------------------------------------------------ | ------------------------------------------------------------------------------ | ------------------------------------------------------------------------------ | ------------------------------------------------------------------------------ | ------------------------------------------------------------------------------ |
| - Traťové parametry : 8,0 km, 19 kontrol, 190 m převýšení - Mapa: Rosma 1:15 000 E= 5m | - Traťové parametry : 8,0 km, 19 kontrol, 190 m převýšení - Mapa: Rosma 1:15 000 E= 5m | - Traťové parametry : 8,0 km, 19 kontrol, 190 m převýšení - Mapa: Rosma 1:15 000 E= 5m | - Traťové parametry : 8,0 km, 19 kontrol, 190 m převýšení - Mapa: Rosma 1:15 000 E= 5m | - Traťové parametry : 8,0 km, 19 kontrol, 190 m převýšení - Mapa: Rosma 1:15 000 E= 5m | - Parametry : 5,5 km, 15 kontrol, 135 m převýšení - Mapa: Rosma 1:15 000 E= 5m | - Parametry : 5,5 km, 15 kontrol, 135 m převýšení - Mapa: Rosma 1:15 000 E= 5m | - Parametry : 5,5 km, 15 kontrol, 135 m převýšení - Mapa: Rosma 1:15 000 E= 5m | - Parametry : 5,5 km, 15 kontrol, 135 m převýšení - Mapa: Rosma 1:15 000 E= 5m | - Parametry : 5,5 km, 15 kontrol, 135 m převýšení - Mapa: Rosma 1:15 000 E= 5m |
| Umístění                                                                               | Země                                                                                   | Jméno                                                                                  | Čas                                                                                    | Ztráta                                                                                 | Umístění                                                                       | Země                                                                           | Jméno                                                                          | Čas                                                                            | Ztráta                                                                         |
|                                                                                        | Rusko                                                                                  | Dmitrij Cvetkov Dmitrij Ekaterinin Alexej Bortnik                                      | 1:56:37                                                                                |                                                                                        |                                                                                | Finsko                                                                         | Klemelä Annamaria Väliová Heini Wennmanová Silja Tarvonenová                   | 1:41:55                                                                        |                                                                                |
|                                                                                        | Norsko                                                                                 | Kristian Dalby Lars Skjeset Audun Hultgreen Weltzien                                   | 1:56:50                                                                                | + 0:01:24                                                                              |                                                                                | Švédsko                                                                        | Anna Lampinenová Sofia Karlssonová Helena Janssonová                           | 1:42:12                                                                        | + 0:00:17                                                                      |
|                                                                                        | Švýcarsko                                                                              | Hannes Friederich Matthias Merz Daniel Hubmann                                         | 1:58:30                                                                                | + 0:01:53                                                                              |                                                                                | Norsko                                                                         | Østby Marte Grandeová Nilsen Betty Ann Bjerkreimová Line Hagmanová             | 1:42:15                                                                        | + 0:00:20                                                                      |
| 4                                                                                      | Slovensko                                                                              | Martin Piják Tomáš Drenčák Lukáš Barták                                                | 1:59:21                                                                                | + 0:02:44                                                                              | 4                                                                              | Česko                                                                          | Michaela Przyczková Iva Rufferová Martina Dočkalová                            | 1:42:34                                                                        | + 0:00:39                                                                      |
| 5                                                                                      | Švédsko                                                                                | Ulf Troeng Emil Lauri Anders Holmberg                                                  | 1:59:29                                                                                | + 0:02:52                                                                              | 5                                                                              | Estonsko                                                                       | Annika Rihmaová Piret Kladeová Eveli Saueová                                   | 1:44:36                                                                        | + 0:02:41                                                                      |
| 6                                                                                      | Česko                                                                                  | Jan Palas Jan Šedivý Václav Komanec                                                    | 2:01:10                                                                                | + 0:04:33                                                                              | 6                                                                              | Litva                                                                          | Jūratė Rūkaitėová Indrė Valaitėová Evelina Grigaitėová                         | 1:44:58                                                                        | + 0:03:03                                                                      |

## Česká juniorská reprezentace na JMS
| Muži                       | Muži                       | Muži                       | Muži                       | Ženy                        | Ženy                        | Ženy                        | Ženy                        |
| -------------------------- | -------------------------- | -------------------------- | -------------------------- | --------------------------- | --------------------------- | --------------------------- | --------------------------- |
| - Umístění českých juniorů | - Umístění českých juniorů | - Umístění českých juniorů | - Umístění českých juniorů | - Umístění českých juniorek | - Umístění českých juniorek | - Umístění českých juniorek | - Umístění českých juniorek |
| Jméno                      | Middle                     | Long                       | Štafety                    | Jméno                       | Middle                      | Long                        | Štafety                     |
| Tomáš Dlabaja              | 21. místo                  | 22. místo                  | x                          | Michaela Przyczková         | 40. místo                   | 4. místo                    | 4. místo                    |
| Jan Palas                  | MC. místo                  | 48. místo                  | 6. místo                   | Radka Brožková              | 19. místo                   | 9. místo                    | x                           |
| Jan Šedivý                 | 57. místo                  | 25. místo                  | 6. místo                   | Iva Rufferová               | 28. místo                   | 45. místo                   | 4. místo                    |
| Jan Procházka              | 59. místo                  | 44. místo                  | x                          | Kristýna Kovářová           | 34. místo                   | 23. místo                   | x                           |
| Václav Komanec             | MB2. místo                 | 38. místo                  | 6. místo                   | Martina Dočkalová           | 21. místo                   | 1. místo                    | 4. místo                    |
| Zbyněk Štěrba              | 20. místo                  | 49. místo                  | x                          | Radka Dokoupilová           | WB10. místo                 | 66. místo                   | x                           |

## Medailová klasifikace podle zemí
| Medailová klasifikace podle zemí | Medailová klasifikace podle zemí | Medailová klasifikace podle zemí | Medailová klasifikace podle zemí | Medailová klasifikace podle zemí | Medailová klasifikace podle zemí |
| Umístění                         | Země                             | Zlato                            | Stříbro                          | Bronz                            | Součet                           |
| -------------------------------- | -------------------------------- | -------------------------------- | -------------------------------- | -------------------------------- | -------------------------------- |
| 1.                               | Finsko                           | 2                                | 2                                | -                                | 4                                |
| 2.                               | Rusko                            | 2                                | -                                | 1                                | 3                                |
| 3.                               | Švýcarsko                        | 1                                | 1                                | 2                                | 4                                |
| 4.                               | Česko                            | 1                                | -                                | -                                | 1                                |
| 5.                               | Švédsko                          | -                                | 1                                | 1                                | 2                                |
| 5.                               | Norsko                           | -                                | 1                                | 1                                | 2                                |
| 7.                               | Dánsko                           | -                                | 1                                | -                                | 1                                |
| 8.                               | Estonsko                         | -                                | -                                | 1                                | 1                                |